# Brenthidogenia
Brenthidogenia är ett släkte av skalbaggar. Brenthidogenia ingår i familjen Dryophthoridae.
Kladogram enligt Catalogue of Life:
| Brenthidogenia | \| \| Brenthidogenia ibis \| \| \| \| |
|                | \| \| Brenthidogenia ibis \| \| \| \| |
|                | Brenthidogenia ibis                   |
|                |                                       |